# جعفر سرقینی
جعفر سرقینی (زاده ۱۳۳۷ در اهر)، سیاست‌مدار ایرانی و سرپرست وزارت صنعت، معدن و تجارت بوده است. وی پس از عدم کسب رای اعتماد حسین مدرس‌خیابانی توسط مجلس شورای اسلامی طی حکمی از سوی حسن روحانی به عنوان سرپرست وزارت صمت گمارده شد.

## سوابق
جعفر سرقینی از ابتدای دولت تدبیر و امید تا بهمن ۹۸ به عنوان معاون امور معادن و صنایع معدنی وزارت صنعت، معدن و تجارت فعالیت می‌کرد اما در آن زمان از سوی رحمانی وزیر وقت صمت کنار گذاشته شد و به شرکت آسکوتک از شرکت‌های زیرمجموعه ایمیدرو رفت. معاون معدنی وزارت صنایع و معادن، مدیر عامل شرکت کل معادن ایران، سرپرست شرکت آسکوتک، مدیرعامل شرکت آلومینوم ایران (ایرالکو)، مدیر کل معادن و فلزات آذربایجان شرقی و مدیر کل دفتر برنامه‌ریزی وزارت معادن و فلزات از جمله سوابق او است. سرقینی همچنین در دانشگاه آزاد اسلامی واحد تهران جنوب، تهران و سهند به عنوان استادیار تدریس کرده و دارای تالیفاتی در حوزه معدن است. عضو مؤسس انجمن مهندسی معدن و عضو شورای مرکزی سازمان نظام مهندسی معدن ایران نیز از سوابق حرفه ای او به‌شمار می‌رود. 